# Felipe Carrillo Puerto (kommun)
Felipe Carrillo Puerto är en kommun i Mexiko.   Den ligger i delstaten Quintana Roo, i den östra delen av landet, 1 200 km öster om huvudstaden Mexico City. Antalet invånare är 41 230. Arean är 13 806 kvadratkilometer.
Terrängen i Felipe Carrillo Puerto är platt.
Följande samhällen finns i Felipe Carrillo Puerto:
- Felipe Carrillo Puerto
- Chunhuhub
- X-Hazil Sur
- Polyuc
- Santa Rosa Segundo
- Chun-Yah
- Chumpón
- Yaxley
- Betania
- San Silverio
- Chan Santa Cruz
- Chunhuás
- Uh May
- Chancah Derrepente
- Nuevo Israel
- San Felipe Berriozábal
- San Andrés
- Reforma Agraria
- José María Pino Suárez
- Canzepchén
- Nueva Loría
- Trapich
- Villahermosa
- Francisco May
- Tac-Chivo
- X-Hazil Norte
- Santa Lucía
- Melchor Ocampo
- X-Konha